# Narcotráfico en Colombia

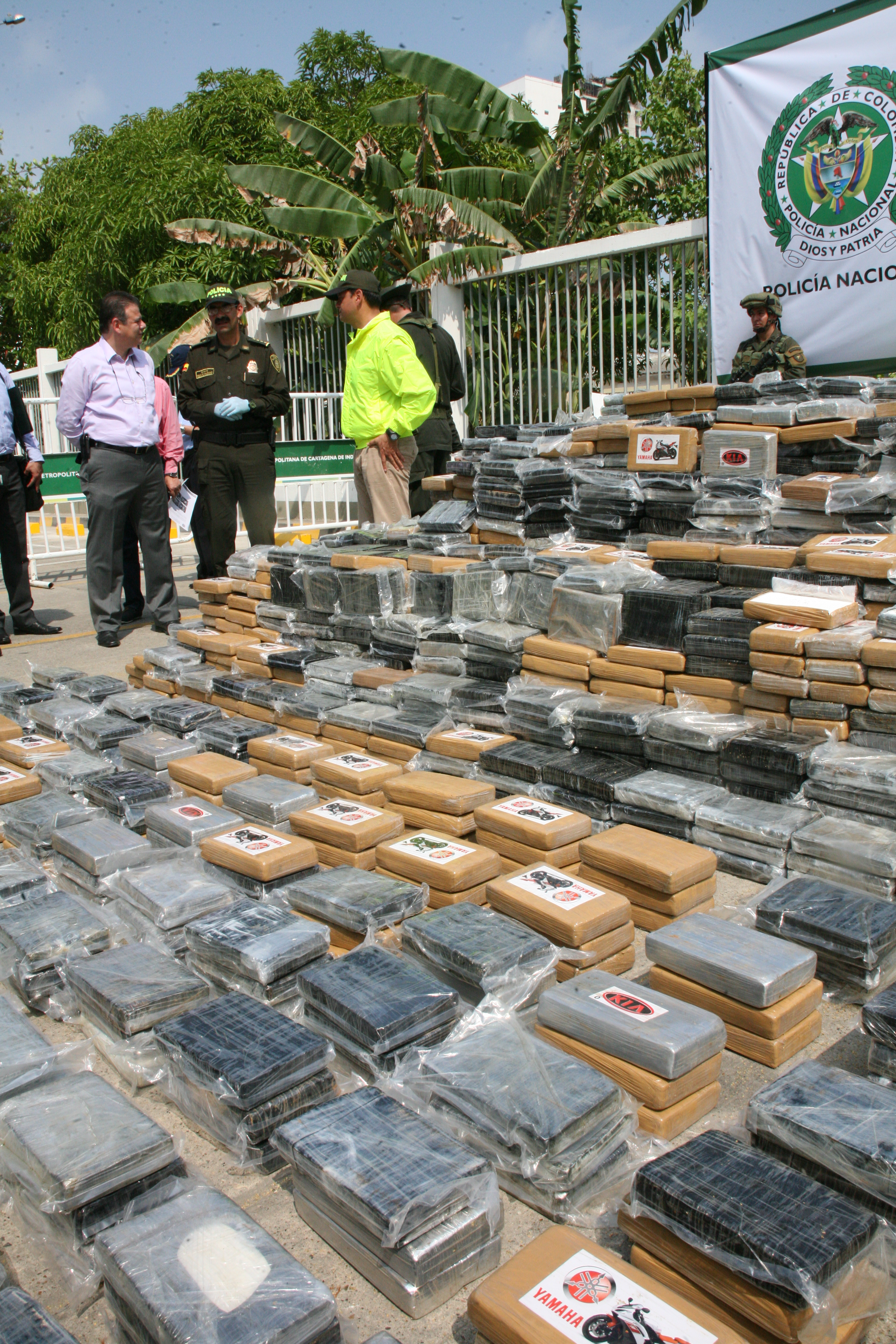
Paquetes de cocaína incautados por la policía colombiana.

El narcotráfico en Colombia se refiere al negocio de las drogas ilícitas de efectos psicotrópicos en 
Colombia, la producción y distribución de estos productos, así como la evolución histórica de esta actividad económica. El narcotráfico ha tenido directa influencia en la vida política, social y económica, del país; también como actor importante del conflicto armado interno, siendo el apoyo económico directo e indirecto tanto de  grupos paramilitares, guerrillas y delincuencia organizada (carteles de la droga y Grupos Armados Organizados). Varios dirigentes nacionales han sido acusados de alianzas con grupos de narcotraficantes y/o grupos armados ligados al narcotráfico para ganar poder político y económico.
El uso de la hoja de coca y otras plantas había formado parte del América del Sur, pero la demanda mundial empezó durante las décadas de 1960 y 1970, aumentando la producción y procesamiento de cocaína en Colombia. Se implementaron leyes de prohibición en Estados Unidos y en Colombia para sofocar el efecto negativo de las drogas en la sociedad y castigar a quienes las cultivaban, poseyeran, comercializar o distribuyeron  En Colombia, se acusa a los Cuerpos de Paz de enseñar a los campesinos la fabricación de la cocaína y de involucrarse en el tráfico de marihuana.
Desde el establecimiento de la guerra contra las drogas en los años 70´s, Estados Unidos y algunos países europeos han proveído al gobierno colombiano ayuda logística y financiera para implementar planes que permitan combatir el tráfico de drogas. El programa más notable ha sido el polémico Plan Colombia, el cual también está destinado a combatir los grupos armados ilegales calificados por estos países como terroristas, entre ellos paramilitares, que en la década de 1980 empezaron a financiarse y a ser conformados por narcotraficantes. En Colombia, la guerra contra el narcotráfico empieza el 30 de abril de 1984, fecha del asesinato del Ministro de Justicia: Rodrigo Lara Bonilla; ordenado por el líder del Cártel de Medellín, Pablo Escobar, en ese entonces suplente en la Cámara de Representantes, y de quién Lara ya venía denunciando sus actividades ilegales a raíz del descubrimiento del complejo cocalero de Tranquilidad el mes anterior, por parte de la policía colombiana; razón suficiente para que el gobierno, presidido por Belisario Betancur, implementará de manera inmediata la Ley de Extradición contra los narcotraficantes firmada en el gobierno de Julio César Turbay, luego de esto promulgó el Estatuto Nacional de Estupefacientes (Ley 30 de 1986), teniendo así una herramienta para combatir la fabricación, tráfico y porte de estupefacientes. 
A pesar de estos programas y leyes, Colombia continuó siendo el líder mundial en producción de cocaína con aproximadamente el 70% del total de distribución a nivel mundial y el 90% del procesamiento, según un informe del Departamento de Estado de los Estados Unidos en 2004.

## Bonanza marimbera
Aproximadamente, entre 1975 y 1985, se produjo una entrada de grandes cantidades de dólares a Colombia producto de la actividad de bandas de narcotraficantes que se dedicaron al cultivo y exportación ilícita de marihuana en la Costa Caribe, que se venía desarrollando desde finales de los años 60, principalmente en los departamentos de La Guajira, Cesar y Magdalena debido a que los Cuerpo de Paz les habían enseñado a cultivar la marihuana. Se trató de un negocio entre clanes y familias que empleaban a campesinos empobrecidos produciendo grandes ganancias a los primeros, reconocidos por sus excentricidades, ostentaciones, violencia y vendettas, siendo los primeros que se dieron a conocer en el país como narcotraficantes. La bonanza también produjo ganancias a los campesinos y a autoridades corruptas que permitieron el crecimiento del negocio. Las variedades de cannabis Colombian Gold, Samarian Golden o Santa Marta Gold y Red Point o Punto Rojo, cultivadas en la Sierra Nevada de Santa Marta, fueron célebres por su gran calidad. El declive de la bonanza se dio por la acción conjunta del gobierno colombiano y Estados Unidos para detener esta actividad, así como por la producción tecnificada de cannabis en California, Estados Unidos.

## Narcotráfico y mercado de Cocaína

### )

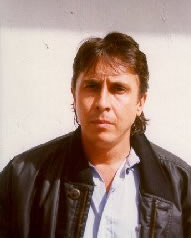
Fabio Ochoa

El mercado estadounidense, principal consumidor de estupefacientes, empezaría su transición desde mediados de los años 70´s del consumo de marihuana a la cocaína, producto proveniente de la planta de coca al extraer el alcaloide de la hoja, siendo cultivada y traída originalmente de Bolivia y Perú a modo de pasta de cocaína; pero varios años después, los narcotraficantes colombianos promoverían el cultivo de la planta en su propio país, haciendo innecesario importar la hoja de manera clandestina. En este marco, jugaría Colombia el papel de placa giratoria: Los cargamentos del alcaloide llegaban desde los laboratorios donde era procesada, en el sur del país, y eran redistribuidos por las mafias locales hacia EE. UU. Los primeros grupos de narcotraficantes surgidos en Medellín y el centro del país (que en gran medida eran antiguos contrabandistas de mercancías legales), fueron liquidados en guerras internas; le sucedería en los 80´s una nueva generación más violenta pero más activa y emprendedora, de la que serían exponentes Pablo Escobar, su primo Gustavo Gaviria, los hermanos Juan David, Jorge Luis y Fabio Ochoa Vásquez, Griselda Blanco (sobreviviente de la primera etapa) y Pablo Correa Arroyave en Antioquia; Carlos Lehder en Armenia; Gonzalo Rodríguez Gacha y Verónica Rivera en el centro del país; los hermanos Miguel y Gilberto Rodríguez Orejuela, José Santacruz Londoño, Pacho Herrera y los hermanos Henao en el Valle del Cauca; y José Rafael Abello Silva en la Costa Atlántica.
Sus profusas redes en Norteamérica y la diáspora colombiana en el exterior les permitieron controlar prácticamente todo el negocio y obtener astronómicos beneficios económicos, que los catapultaron pronto como los “Mágicos”, los nuevos ricos de Colombia. A partir de la Administración López, la economía subterránea de la coca iniciaría su apogeo. El gobierno Turbay emprendería las primeras acciones al respecto, presionado por EE. UU., lanzando una fuerte ofensiva contra los cultivos de marihuana en la Costa Norte (cultivos que ya habían perdido su valor estratégico ante las plantaciones caseras surgidas en Norteamérica) firmando además, a finales de 1979, el famoso Tratado de Extradición con la administración de Jimmy Carter. Pronto los narcotraficantes se presentan ante el país no solo como “empresarios” llamados "mágicos", sino como agentes de desestabilización y violencia en todo el país. La propia naturaleza ilícita de su negocio y la necesidad de protegerlo así lo dictaba.

Miembros del M-19 en Antioquia secuestraron en 1981 a Martha Nieves Ochoa, hermana de los narcotraficantes del Cartel de Medellín, los hermanos Ochoa Vásquez (Jorge Luis, Juan David y Fabio), y una semana después Lehder es también secuestrado por el mismo movimiento guerrillero pero logra escapar, los capos reaccionaron creando el grupo MAS (Muerte A Secuestradores), organización que sería el germen del moderno paramilitarismo en Colombia. Cada uno de ellos aportó armas, dinero y hombres bajo las órdenes de Pablo Escobar Gaviria. Tras matar a más de 200 personas en su búsqueda, entre milicianos, colaboradores y familiares de estos, Martha Nieves Ochoa fue liberada a principios de 1982. Pronto la organización paramilitar, que contó con el activo respaldo de miembros de la Fuerza Pública, se aplicaría a la región del Magdalena Medio, donde nació la ACDEGAM (Asociación Campesina de Ganaderos y Agricultores del Magdalena Medio), una fuerza de autodefensa legal, encargada de combatir la presencia de la guerrilla en la zona con apoyo del Ejército. Los homicidios y masacres se multiplicarán ahí a partir de 1982. Pasarían de matar miembros activos de la guerrilla a políticos de izquierda. En efecto, lo que constituyó la primera prueba de la exacerbación del proceso paramilitar, entre el 4 y el 12 de agosto de 1983 en las veredas Cañaveral y Altos de Manila del municipio de Remedios (Antioquia), fue el asesinato de 20 campesinos por una patrulla mixta de soldados, y paramilitares de Fidel Castaño Gil. Paralelamente se constituyó  la Alianza Americana Anticomunista (AAA), un cuerpo paramilitar conformado por miembros del ejército que realizaban la “guerra sucia” contra los grupos insurgentes, experimentando con toda clase de torturas físicas y psicológicas en las mal llamadas “Cuevas de Sacromonte” en Facatativá. Este grupo, además de ser parte del conflicto nacional, era parte de la llamada Operación Cóndor, planificada por Estados Unidos para impedir el avance comunista en el continente. Tras un rechazo inicial a dichas actividades, los frentes de las FARC-EP presentes en la región terminarían cobrando vacunas, extorsiones y el famoso “gramaje” a los grandes capos, cultivadores y raspachines. Ese sería el origen de la disputa de Gonzalo Rodríguez Gacha, capo del Cartel de Medellín, con miembros de la guerrilla, quienes le destruyeron laboratorios para el procesamiento de cocaína, además de robarle cargamentos y dinero en efectivo en 1983. Gacha tomó las banderas de la contrainsurgencia y empezó a apoyar con cuantiosos recursos, entrenamiento y armas a los paramilitares de Puerto Boyacá.

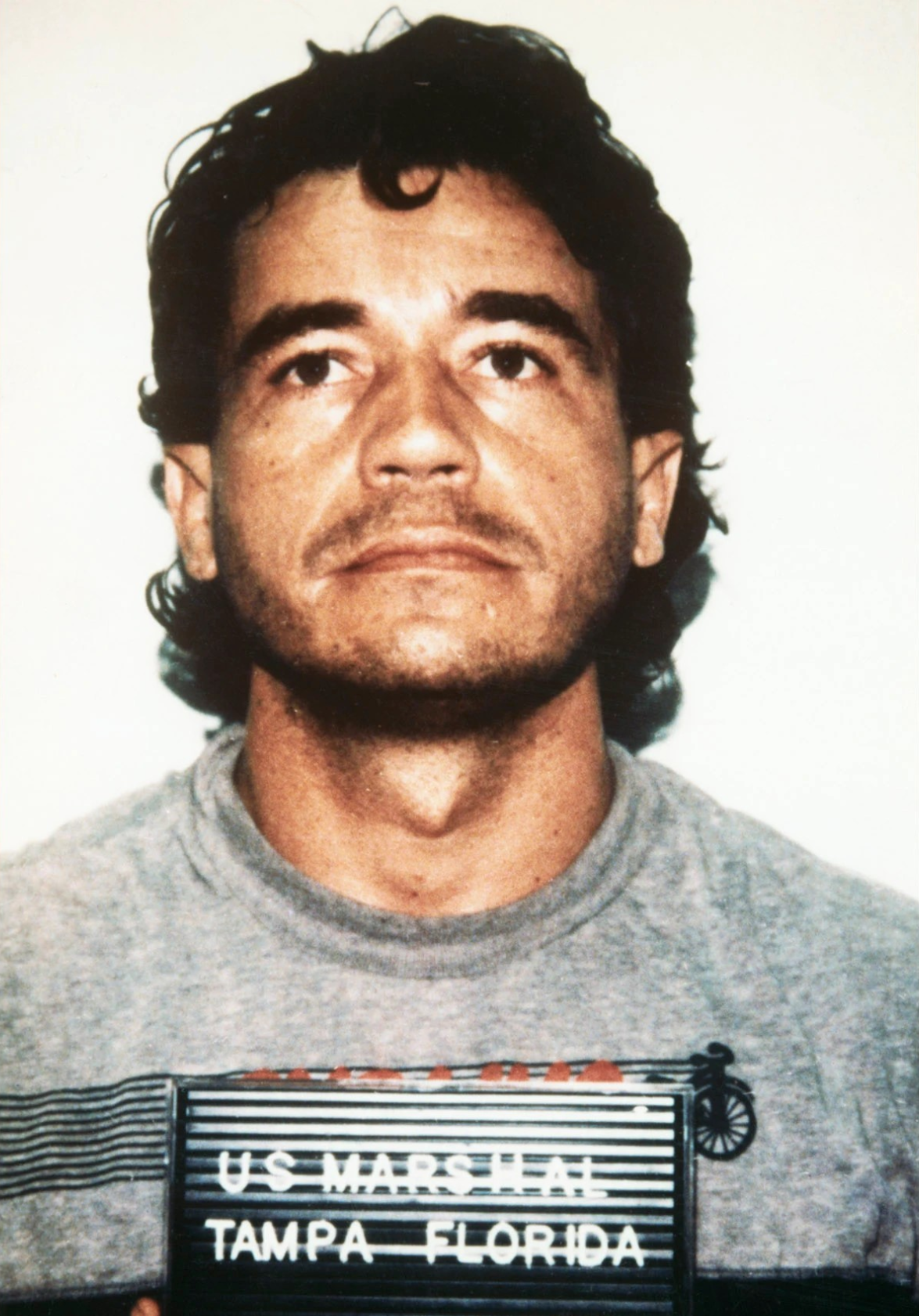
Carlos Lehder.

### Gobierno de Betancur  (1982-1986)
La reforma tributaria de 1983 planteó una nueva relación entre el narcotráfico y el Estado, ofreciendo la alternativa de incorporar los dineros calientes a la economía legal colombiana. Se sondeó además la posibilidad de la legalización de las drogas y la expedición de un marco legal que permitiera a los barones de la coca, su participación en la vida social, legal y política del país. El nacimiento del Movimiento Latino Nacional de Carlos Lehder y de Civismo en Marcha de Pablo Escobar, quien ocupó un puesto en la Cámara de Representantes, fue una expresión de este proceso. Pero dicho esbozo fracasó por la oposición de los sectores tradicionales para aceptar estos hechos. El Nuevo Liberalismo, movimiento liderado por Luis Carlos Galán y Rodrigo Lara Bonilla (nombrado Ministro de Justicia por Betancur), fue el adalid de esta cruzada contra la narco-política, que convirtió en el objetivo principal de sus críticas a Pablo Escobar.
En este marco se dieron los primeros intentos de diálogo entre los traficantes de droga y el Gobierno sobre el Tratado de Extradición a los Estados Unidos. Sin embargo, pese a los intentos de sabotear la acción del ministro Lara en el Congreso, denunciando su supuesta relación con Evaristo Porras, un narcotraficante del Amazonas, Escobar se vio obligado a renunciar definitivamente a la actividad política. La difícil coyuntura que parecía desactivarse se complicó, cuando la policía antinarcóticos (con el ministro Lara detrás del operativo), desmanteló el complejo cocalero de Tranquilandia, en marzo de 1984. Aquel golpe al Cártel de Medellín fue devuelto el 30 de abril de 1984, cuando 2 sicarios mataron al ministro de justicia en Bogotá.
Luego del asesinato de Lara Bonilla el gobierno amplió el estado de sitio en el país, ratificó e implementó el Tratado de Extradición y generó el Estatuto Nacional de Estupefacientes (Ley 30 de 1986). Con este marco legal, Betancur inició la primera gran guerra contra el narcotráfico: se dispuso del embargo y secuestro de bienes de los narcotraficantes, además del aumento de penas y multas para delitos asociados al tráfico de drogas, pasando estos al conocimiento de la Justicia Penal Militar. Los principales cabecillas del Cartel debieron refugiarse en Panamá auxiliados por el dictador Manuel Antonio Noriega e intentaron en mayo de 1984 un último acercamiento al Estado, conocido como los Diálogos de Panamá. Su fracaso trajo una importante consecuencia: El dinero fue reemplazado por el terror como principal recurso de enfrentamiento y diálogo. Meses después, regresarían clandestinamente al país y la guerra total sería cuestión de tiempo.
Pese a la ofensiva que siguió al crimen de Lara Bonilla y a la activación del proceso de extradición, hecho efectivo en enero de 1985 con el envío de los primeros capturados a Estados Unidos, los narcotraficantes del Cartel de Medellín permanecieron impunes, ejerciendo el control de su aparato criminal y expandiendo sus rutas por México, Nicaragua y Cuba, además de abrir nuevos mercados en Europa. De modo paralelo, los efectos corrosivos del narcotraficante seguían creciendo, contribuyendo al progreso de la corrupción dentro del gobierno -en sus múltiples estamentos-, los partidos políticos, y sobre todo las fuerzas de seguridad, sobornadas con profusión por Escobar y sus secuaces. Solo esto último permitió al Cartel de Medellín continuar golpeando impunemente al Estado colombiano.
Después del asalto del M 19 al palacio de justicia, la campaña de terror del Cartel continuaría contra sus enemigos en el Gobierno, contra los que apoyan el Tratado de Extradición, y todos los que denuncian sus negocios y redes mafiosas. Además, demostrarían su poder de corrupción cuando evitaron que Jorge Luis Ochoa y Gilberto Rodríguez Orejuela, reconocidos narcotraficantes capturados en España, fueran extraditados a Estados Unidos y deportados de regreso a Colombia, donde pagaron irrisorias penas de cárcel.
Hasta ese momento, los dos principales grupos exportadores de droga no habían entrado en pugna y respetaban sus respectivos mercados y territorios, aunque la atención de las autoridades se centraba esencialmente sobre los violentos cabecillas de Medellín, que controlaban hasta un 80% del lucrativo negocio. Los jefes del Cartel de Cali optaron principalmente por la corrupción y por la infiltración dentro de las instituciones como medio de lidiar con el Estado.
El Cartel de Medellín fue catalogado en su momento como la organización criminal más peligrosa de Colombia y del mundo debido a su «modus operandi», además de ser liderado por el narcotraficante Pablo Escobar, quien fuera congresista de Colombia para luego ser desenmascarado por el entonces Ministro de Justicia Rodrigo Lara Bonilla, a quien asesinó como represalia.

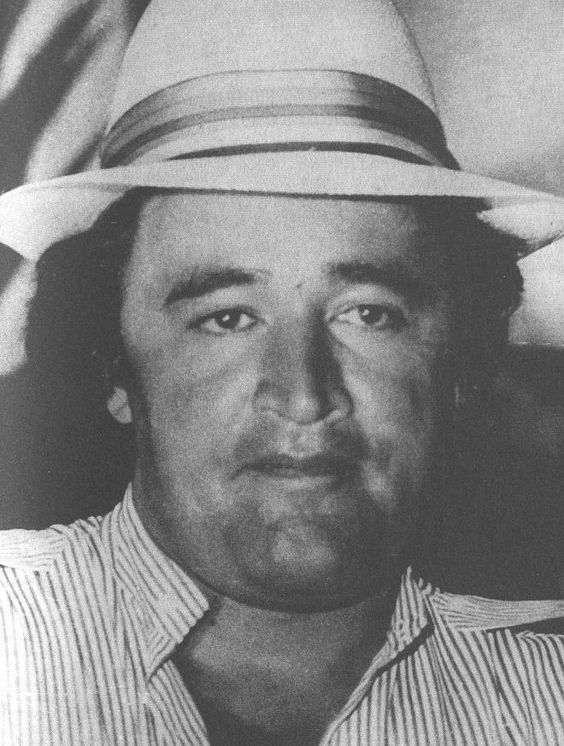
Gonzalo Rodríguez Gacha

### Gobierno de Barco  (1986-1990)
Preferimos una tumba en Colombia que una cárcel en los Estados Unidos
Los Extraditables

El terrorismo de los narcotraficantes, dirigido o indiscriminado fue adquiriendo características de otra guerra. Renombrados como Los Extraditables a finales de 1986, marcaron como su bandera de lucha la derogación del Tratado de Extradición, a la vez que robustecen su aparato militar y económico, para poder financiar el previsible escalamiento que vendría. En efecto, luego del ascenso a la presidencia de Virgilio Barco, las muertes a manos de sicarios motorizados del Juez Gustavo Zuluaga en octubre de 1986, del Coronel de la Policía antinarcóticos Jaime Ramírez Gómez un mes después, y sobre todo, del Director del diario El Espectador Guillermo Cano el 17 de diciembre (este último, declarado por la Fiscalía en 2010 como delito de lesa humanidad por tratarse de un periodista que venía denunciando las implicaciones del narcotráfico en la política nacional), más el atentado que sufrió en Budapest (Hungría), el exministro de Justicia Enrique Parejo González en enero de 1987, le dejaron entrever al presidente a qué problema se estaba enfrentando. Problema acrecentado por los contactos entre las fuerzas de autodefensa paramilitar y la cúpula de Los Extraditables: como ahora los narcos eran los grandes poseedores de la tierra y necesitaban proteger sus negocios e infraestructura ilegal, y las autodefensas buscaban financiación, la confluencia de intereses los hizo aliados.

"La cocaína es la bomba atómica de América Latina contra Estados Unidos"
Carlos Lehder

La captura de uno de los principales capos de la mafia efectuada el 4 de febrero de 1987, luego del aprisionamiento de Carlos Lehder, miembro y fundador del Cartel de Medellín. Lehder fue extraditado a los Estados Unidos y condenado a cadena perpetua más 135 años de cárcel, pero su pena se redujo a 55 años luego de colaborar con la justicia estadounidense. Al momento de la captura, el narcotraficante se encontraba con otros diecisiete integrantes en la vereda Los Toldos, un corregimiento de Antioquia. Lehder era uno de los criminales más buscados por la DEA, prueba de ello fue el allanamiento realizado por parte de la agencia a Cayo Norman, una isla localizada en las Bahamas donde Lehder ejecutaba todas sus operaciones. Pablo Escobar, que había eliminado a varios de sus aliados en una purga interna, vio como un incidente con uno de los principales capos del Cartel de Cali, Helmer ‘Pacho’ Herrera, se transformó en una pugna abierta. La confrontación en dos frentes se hizo inevitable, cuando la captura en noviembre de 1987 de Jorge Luis Ochoa en Buga (Valle), fue vista por Los Extraditables, como producto de una delación de los traficantes de Cali. La amenaza de extradición que pesaba sobre Ochoa determinó además el regreso del narcoterrorismo.
El candidato a la alcaldía de Medellín Juan Gómez Martínez, se salvó de un intento de secuestro reivindicado por Los Extraditables. Y si bien Ochoa fue liberado amparado en el derecho de habeas corpus, la dinámica del conflicto se incrementó, cuando el gobierno profirió órdenes de extradición contra los principales miembros de la organización en los primeros días de enero de 1988. Helmer “Pacho” Herrera uno de los jefes del cartel de Cali, atacó a Escobar en su propio hogar al dinamitar el Edificio Mónaco el 13 del mismo mes. La respuesta llegó en la forma de una sangrienta guerra de sicarios entre ambos cárteles y con el estallido de numerosos petardos en la cadena farmacéutica Drogas La Rebaja, propiedad de los Rodríguez Orejuela. Contra el Estado a su vez, respondió secuestrando, al aspirante a la alcaldía de Bogotá, Andrés Pastrana Arango, el 16 de enero, y al procurador general de la Nación, Carlos Mauro Hoyos, el 25 siguiente, en el momento que este se dirigía al Aeropuerto de Rionegro (Antioquia). En medio de la balacera, murieron 2 escoltas y un pistolero. El posterior rescate de Pastrana, dictaminó la muerte de Hoyos, ultimado a balazos. Se llegó a un punto de no retorno. De un lado se multiplicaron los operativos y allanamientos, del otro, la violencia criminal y terrorista del Cartel. En marzo, varios cientos de uniformados cayeron sobre la Finca El Bizcocho, propiedad de Escobar, pero este logró romper el cerco y escapó.
En julio de 1988, el Secretario General de la Presidencia, Germán Montoya, había entrado en conversaciones con los líderes de Los Extraditables. Fueron interpretadas por los narcotraficantes como una invitación al diálogo, por lo que el 15 de septiembre siguiente respondieron con una carta a la administración Barco, e hicieron llegar a Montoya un proyecto de ley de indulto y un plan de desmovilización. Sin embargo, ante la intransigencia de los Estados Unidos, renuente a la posibilidad de dialogar con los narcos, se dilataron las conversaciones y al final se las presentó como iniciativa personal del intermediario, desligando al primer mandatario de ellas. Como una reacción a este diálogo sin resultados, el Cartel de Medellín inició una cadena de crímenes de jueces, de funcionarios del gobierno, periodistas y personajes de la vida pública.
La guerra del capo cundinamarqués Gonzalo Rodríguez Gacha, con los esmeralderos de Boyacá tras la muerte del jefe de estos, Gilberto Molina, y 17 personas más en la Masacre de Sasaima (27 de febrero de 1989). En marzo del 89, Los Extraditables mataron a Héctor Giraldo Gálvez, apoderado del caso Lara, y en mayo dinamitaron la sede de la Televisora Mundo Visión. El 30 de mayo, una potente explosión al paso de la caravana del jefe del DAS, General Miguel Maza Márquez, mató a 7 personas en Bogotá. En Medellín, el 4 de julio, muere en un atentado el gobernador de Antioquia, Antonio Roldán Betancur y el 28 es víctima de sicarios la Jueza María Helena Díaz. Por los mismos días, en medio de la lucha de Gacha contra los esmeralderos, la capital es escenario de numerosas acciones terroristas: 4 personas son masacradas en el edificio Altos del Portal y 2 explosiones destruyen las instalaciones de Tecminas (propiedad de Víctor Carranza).
El 16 de agosto cayó el Magistrado del Tribunal Superior de Cundinamarca, Carlos Ernesto Valencia, y el 18, en Medellín, el Coronel Valdemar Franklin Quintero. No se había dado bien la noticia del crimen ocurrido en las horas de la mañana, cuando en la noche, durante un mitin político en Soacha, pistoleros al servicio de Rodríguez Gacha dieron muerte al precandidato presidencial por el Partido liberal, Luis Carlos Galán. Enemigo de los narcotraficantes, era el más opcionado para alcanzar la primera magistratura de la nación. Herido de muerte por Jaime Eduardo Rueda Rocha, falleció horas después a causa de una fuerte hemorragia. Era el comienzo de la guerra total del estado colombiano contra el Cartel de Medellín y Los Extraditables. Tiempo después, el crimen de Galán fue declarado por el Consejo de Estado como delito de lesa humanidad, por lo que su investigación y juzgamiento a los implicados en el crimen no prescribirán. Otra víctima del Cartel de Medellín es el periodista Jorge Enrique Pulido, quien es asesinado por sicarios en las calles de Bogotá el 29 de octubre de 1989..
El 23 de agosto de 1989, Los Extraditables respondieron al gobierno en una carta a la opinión pública, asumiendo la guerra total. Con 3000 sicarios en armas, el asocio de bandas paramilitares y el músculo financiero que le daba el control de al menos un 80% del tráfico de cocaína hacia el exterior, el Cartel de Medellín se enfrentó al Estado colombiano. El terrorismo se multiplicó entre septiembre y diciembre de 1989 más de 100 artefactos hicieron explosión en Bogotá, Medellín, Cali, Bucaramanga, Cartagena, Barranquilla y Pereira contra edificios gubernamentales, instituciones bancarias, comerciales, de servicios e infraestructura económica. Desde el 24 de agosto las primeras bombas hacen explosión en Medellín, el 2 de septiembre fueron destruidas las instalaciones del diario El Espectador, el 11 es asesinado el líder liberal Pedro Peláez González, el 21 son dinamitadas 9 sedes políticas en Teusaquillo y el 25 es atacado el Hotel Hilton en Cartagena. Las autoridades multiplicaron los allanamientos, las incautaciones y las detenciones, logrando la captura de Eduardo Martínez y  Rafael Abelló. Como respuesta al duro acoso del estado, el 16 de octubre un coche bomba arrasó la sede del periódico Vanguardia Liberal de Bucaramanga y mató a 4 personas. Ahora todo el aparato criminal de los narcotraficantes se enfiló contra las clases dirigentes: son ultimados sucesivamente el Magistrado Héctor Jiménez Rodríguez, el Periodista Jorge Enrique Pulido, el representante a la Cámara Luis Francisco Madero, y la Jueza del Tribunal Antioqueño, María Elena Espinosa. A finales de octubre, 7 policías son dados de baja en la capital antioqueña, 5 de ellos muertos por una bomba accionada frente al Club de oficiales de la ciudad.
Pablo Escobar escapa tras el operativo relámpago lanzado el 23 de noviembre sobre la Hacienda El Oro en Cocorna, Antioquia,  (2 muertos y 55 detenidos).  Cuatro días después, el 27, un avión de Avianca fue volado en el aire con sus 107 tripulantes a bordo, el 6 de diciembre los narcos nuevamente atentaron contra el General Maza y dinamitaron con 500 kilos la sede del DAS. El bus-bomba destruyó parcialmente la edificación y más de 200 establecimientos comerciales a su alrededor. 63 personas murieron y 500 quedaron heridas. El 15 de diciembre, Gonzalo Rodríguez Gacha fue dado de baja tras una intensa persecución entre los municipios de Tolú y Coveñas en Sucre, junto a su hijo Freddy, y a 5 hombres de su cuerpo de seguridad. Atribuyéndole a él, la mayor parte de las acciones de los últimos meses, Los Extraditables intentaron una nueva estrategia de diálogo y negociación con el Estado, queriéndolo presionar con el secuestro de Álvaro Montoya, hijo del secretario de presidencia, y de 2 parientes de Barco.
El expresidente Alfonso López Michelsen,propone la formación de una Comisión de Notables para negociar con los narcoterroristas. El 17 de enero de 1990, estos respondieron a dicha propuesta en un comunicado. Inmediatamente después liberaron los secuestrados, entregaron un bus con una tonelada de dinamita y un laboratorio de procesamiento de droga en el Chocó. Como contraparte, los narcos esperaban del gobierno la creación de la comisión de alto nivel que se encargaría de los procedimientos legales que permitirían su rendición. Sin embargo, esto nunca sucedió y el intento de diálogo y negociación terminó en una nueva oleada de terrorismo; enfrentados a una ofensiva militar en Envigado,zona de operaciones de la IV Brigada del Ejército al mando del General Harold Bedoya, Los extraditables anunciaron que ponían fin a su tregua con el Estado y ofrecieron 2 millones de pesos por cada policía que fuera muerto (30 de marzo). A partir de entonces, Medellín y su área metropolitana se vieron envueltas en una guerra urbana, con las ejecuciones de uniformados y los atentados contra el Grupo Elite, el primero de los cuales ocurrió en un puente de Itagüí el 11 de abril. Este ataque que dejó 13 muertos y 100 heridos fue el primero de los 18 que se sucedieron hasta finales de julio con un saldo de 90 víctimas fatales y 450 heridos. En represalia por el asesinato de 215 policiales asesinados entre abril y julio de 1990, escuadrones de encapuchados ligados a las autoridades, emprendieron sangrientas “Operaciones de limpieza” en las comunas, y dieron muerte a decenas de jóvenes. El cartel respondió a su manera con cada vez mayor brutalidad: el 12 de mayo, víspera de la celebración del Día de la Madre, hicieron explosión en 2 centros comerciales de Bogotá sendas bombas que dejan 21 muertos; el mismo día en Cali, otro acto terrorista se cobró la vida de 9 civiles. A finales de mes, un nuevo atentado frente al Hotel Intercontinental de Medellín, se cobró la vida deja 12 muertos, asesinados el senador Federico Estrada Vélez y su conductor. El jefe militar de Escobar, John Jairo Arias Tascón, alias ‘Pinina’, fue abatido por las autoridades el 14 de junio de 1990, en El Poblado, y 17 jóvenes de la élite antioqueña fueron masacrados en el Bar Oporto, y un coche-bomba estalló frente a la Estación Libertadores de la Policía,13 muertos. A finales de julio, luego de un operativo en el Magdalena Medio antioqueño del que una vez más escapó Escobar, Los Extraditables decretaron una nueva tregua  en espera de las decisiones que pudiera tomar la nueva administración de César Gaviria.
El Cartel de Medellín fue responsable de varios homicidios perpetrados en contra de civiles, miembros de la fuerza pública y personalidades como Luis Carlos Galán, político y candidato a la presidencia en representación del Partido Liberal Colombiano, asesinado durante la campaña electoral. Otro ataque atribuido a Pablo Escobar fue el atentado al edificio del DAS, un ataque terrorista ocurrido en 1989 que dejó un saldo de setenta muertos y más de quinientos heridos. Este y otros ataques fomentaron la creación del Bloque de búsqueda, con el fin de capturar a Escobar. Por su parte los líderes del cartel empezaron a reclutar mercenarios de distintas nacionalidades para hacer frente a las fuerzas del estado, lo que llevó al país a una guerra que provocó más de 20 000 muertes.

### Gobierno de Gaviria  (1990-1994)

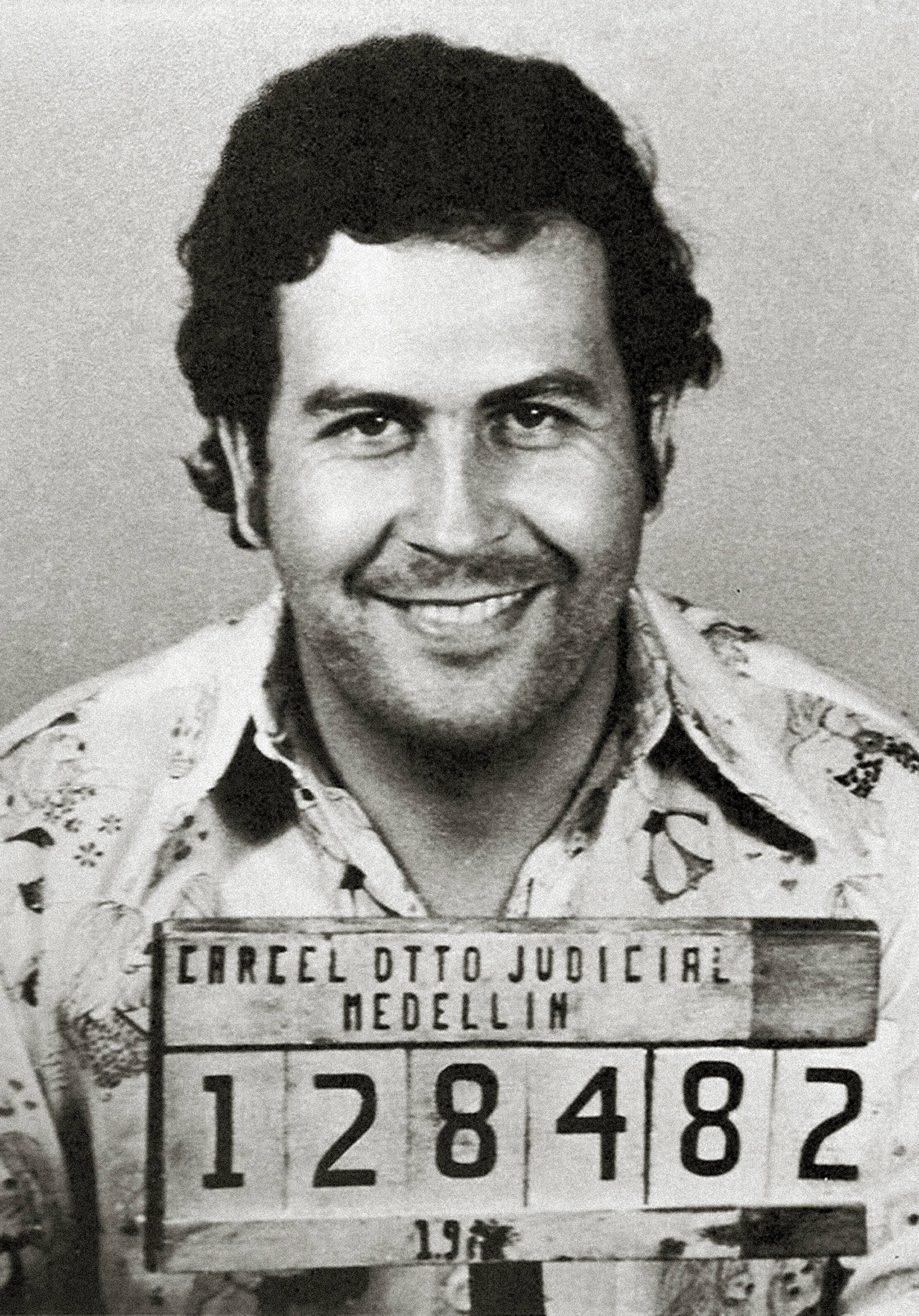
Pablo Escobar.

El Cartel de Medellín mantuvo, hasta su disolución a inicios de los 90´s, el control y la distribución de los envíos de cocaína hacia los Estados Unidos y otros países. Según varios reportes periodísticos, se estimaba que cerca del 95% de la cocaína era controlada por el cártel. Aprovechando el respiro de la tregua unilateral indefinida anunciada en julio de 1990 por Los Extraditables, el ministro de justicia Jaime Giraldo Ángel diseñó la legislación de estado de sitio que se haría pública como “Política de Sometimiento a la Justicia”. Dicha política, que se materializó en cinco decretos que posteriormente, serían elevados después de una depuración, a legislación permanente en el nuevo Código de Procedimiento Penal, aspiraba en términos simplificados, a favorecer con la reducción de la pena a los narcotraficantes que se entregaran voluntariamente y confesaran un delito, con la garantía, en algunos casos condicional, de ser juzgados en el país y recluidos en pabellones de alta seguridad. Escobar receloso de las intenciones del gobierno, organizó una serie de secuestros (Diana Turbay, Marina Montoya, Francisco Santos, Maruja Pachón, Beatriz Villamizar y 5 periodistas más), presionando de ese modo al presidente para que fuera tratado como un delincuente político, haciéndose beneficiario de paso de los indultos reservados a los guerrilleros.[cita requerida]
Los primeros en acogerse a la oferta, entre diciembre de 1990 y febrero de 1991, fueron los hermanos Ochoa: Jorge Luis, Juan David y Fabio, socios cercanos de Escobar. Sin embargo este último pretendía arrancarle al Ejecutivo un acuerdo hecho a su medida, y siguió presionando por la vía armada, amenazando con ejecutar a los rehenes y con reiniciar su ofensiva terrorista. El 12 de diciembre de 1990 una bomba mató a 7 policías en Medellín, y otros 7 más, serían ultimados por sicarios en los 3 primeros días de enero. Poco después el 22, resultaron abatidos en un doble operativo lanzado en el departamento de Antioquia, 2 de los hermanos Prisco, jefes de una banda transformada en el brazo armado del capo. El informante que los delató, entregó luego la ubicación de 2 de los secuestrados, pero en la confusa operación de rescate que se adelantó el 24 de enero, Diana Turbay y 3 de sus captores murieron.
La respuesta no demoró en llegar, con la ejecución de Marina Montoya, hermana del antiguo secretario de Presidencia, Germán Montoya, y con una nueva racha de atentados: una decena de efectivos policiales fueron víctimas de sicariato; una explosión en un bus dejó 6 muertos; y el 16 de febrero un bombazo contra una patrulla del F-2, frente a la plaza de toros de Medellín, se saldó con 23 fallecidos. Dos meses después, el exministro de Justicia Enrique Low Murtra perdió la vida a manos de pistoleros en la capital de la República. Dicha estrategia le dio excelentes resultados a Escobar, quien habiéndose ganado el pulso al ejecutivo, liberó al resto de los secuestrados como gesto de “buena fe”. Sin embargo, fue sólo cuando estuvo seguro de que la Constituyente había votado y aprobado el 19 de junio de 1991 el artículo que prohibía la extradición de colombianos, se entregó en Medellín, en compañía del sacerdote Rafael García Herreros y Alberto Villamizar. Luego, Escobar sería recluido en la Cárcel de La Catedral en Envigado. Desde allí siguió controlando los hilos del negocio ilegal a través de otros 2 aliados suyos que no se entregaron: Fernando Galeano, alias ‘El Negro’ y Gerardo Moncada, alias ‘Kiko’.
Como la política de negociación de penas también cobijaba a los paramilitares, muchos miembros de las organizaciones afincadas en Córdoba, el Magdalena Medio, la Sierra Nevada, Boyacá, el Valle del Cauca y los Llanos Orientales se allanaron a las autoridades confesando solamente el delito de porte ilegal de armas. El grupo más grande. al mando de Ariel Otero. desmovilizó a 400 de sus integrantes en Puerto Boyacá, mientras en Córdoba, la estructura de Fidel Castaño entregaba 600 fusiles y algunas porciones de tierra como supuesta compensación a los campesinos despojados de sus parcelas. También un reducto de cerca de 200 hombres, antiguamente mandados por Gonzalo Rodríguez Gacha, se acogió a la amnistía en Pacho (Cundinamarca). En consecuencia, a partir de 1992, se observa una importante reducción de los asesinatos de civiles, atribuidos a las autodefensas en los años anteriores, pero en la práctica estas estructuras siguieron activas.
A casi un año de su encierro a principios de julio de 1992, Escobar, se había convertido en un extorsionista de alto rango. Dejó de exportar cocaína y empezó a cobrar dinero a los demás narcotraficantes. Sospechando de sus aliados, ejecutó a Fernando ‘el Negro’ Galeano Berrío y Gerardo ‘Kiko’ Moncada Cuartas, pretextando que estos le ocultaban $20 millones. La posterior purga entre los más cercanos a ambos capos y entre sus familiares dejó unos 50 muertos. El gobierno y la Fiscalía General de la Nación, al conocer de los hechos y para evitar que el ‘Patrón’ siguiera delinquiendo desde su prisión, ordenó el traslado de este hacia un nuevo penal. Pero, en condiciones oscuras que demostraron una vez más el poder de corrupción y el temor que generaba el narcotraficante, él, su hermano Roberto y 8 de sus lugartenientes se fugaron de La Catedral el 22 de julio de 1992. El gobierno creó entonces el Bloque de Búsqueda, integrado por miembros de la Policía y el Ejército, para cazar a los prófugos.
Los narcos de Cali se encargaron entonces de desencadenar nuevamente la guerra, al activar un coche bomba en Medellín que atribuyeron a sus enemigos antioqueños. Estos ante la arremetida de las fuerzas estatales, reactivaron su campaña con una serie de ataques en los que ejecutaron a 30 uniformados y una juez, entre septiembre y octubre de 1992. Pero esta vez la situación había cambiado bruscamente para el Cartel : La muerte de Galeno y Moncada generó una fractura al interior de la organización. Diego Fernando Murillo, jefe de seguridad de los capos asesinados y los hermanos Castaño, se alinearon con los narcos del Valle contra Escobar, en una alianza que incluía a oficiales del Bloque de Búsqueda y varios de sus antiguos socios y testaferros. Con la información que pudieron suministrar a las autoridades se asestaron durísimos golpes a las redes del ‘Patrón’. El 28 de octubre, Brances Alexander Muñoz, unos de sus jefes militares más importantes del cartel, fue abatido en una operación especial.
Escobar, que trataba en ese momento de negociar su entrega y había autorizado la rendición de varios de sus lugartenientes más cercanos, entre ellos su hermano Roberto, ‘Popeye’, ‘Otto’ y el ‘Mugre’, desencadenó en respuesta una nueva guerra total. Decenas de pistoleros ejecutaron a un centenar de policías hasta febrero y los coches bomba reaparecieron en las grandes ciudades a partir de diciembre de 1992. Las pérdidas humanas y materiales fueron cuantiosas, pues los atentados ya no iban dirigidos a un objetivo específico, sino que eran totalmente indiscriminados. En Medellín murieron 19 personas, en Bogotá 41 y en Barrancabermeja 16. El Valle de Aburrá se vio afectado por 3 ataques mortales en diciembre del 92 y en Bogotá las explosiones se sucedieron a partir de enero de 1993: el 20 en el norte, el 30 frente a la Cámara de comercio, mediando febrero en dos áreas comerciales, el 5 de marzo en las instalaciones de Telecom y en abril 15 en la calle 93.
Las autoridades dieron de baja hasta marzo de 1993, a 100 sicarios y 10 jefes militares del Cartel, entre los que se contaban Mario Alberto Castaño Molina, alias ‘El Chopo’, Hernán Darío Henao, alias ‘HH’ y Jhonny Edison Rivera, alias ‘El Palomo’, todos ellos hombres de confianza de Escobar. También fueron apresados 1900 sospechosos de pertenecer a la organización y se rindieron 18 altos mandos de su ala militar. Esto sumado a la derrota por bandas rivales de sus grupos de gatilleros, en una guerra que dejó 300 muertos, terminó por debilitar decisivamente al grupo de Medellín que perdió en 8 meses el 80 % de su capacidad bélica. Como añadidura, el 30 de enero hizo su aparición pública una estructura paramilitar que se autodenominó “Los Pepes” (‘Perseguidos por Pablo Escobar’), detrás de la que estaban los Castaño y que se dedicaría a matar a los testaferros, contadores, abogados y familiares del capo, como también a destruir sus propiedades y minar sus finanzas.
Escobar, arrinconado por las fuerzas armadas y por las amenazas que pesaban sobre su familia, interrumpió del todo su campaña terrorista. Trato de negociar su rendición, condicionando la salida del país de su mujer y sus hijos, pero esta vez su propuesta no halló eco entre el Ejecutivo. Si bien logró evadir al Bloque de Búsqueda por 6 meses más, la muerte de su jefe de seguridad León Puerta Muñoz, alias ‘El angelito’, en octubre de 1993, lo dejó desprotegido, al mando ya de sicarios rasos. Finalmente, la preocupación por la situación de su esposa refugiada en el Hotel Tequendama bajo vigilancia policial, lo llevó a utilizar un radio de comunicaciones, revelando su ubicación. En la tarde del 2 de diciembre de 1993 sería abatido por un comando de 20 hombres al mando del Mayor Hugo Aguilar.
En vez de desaparecer como tal, el Cartel de Medellín se dividió en pequeñas estructuras, como la denominada Oficina de Envigado, fomentando además el fortalecimiento indirecto del grupo de Cali, el cual no solo llegó a controlar el 80% del negocio, sino que perfeccionó sus métodos de inteligencia y reforzó su infiltración dentro de las autoridades. Y si bien la atención de la opinión pública se había centrado en Escobar y sus socios, las otras redes de narcotraficantes, específicamente la del Norte del Valle no era menos violenta. En Trujillo (Valle) los capos Henry Loaiza, alias ‘El alacrán’, y Diego Montoya, alias ‘Don Diego’, ejecutaron a principios de la década de 1990 a no menos de 250 personas, en medio del silencio de las autoridades locales.
El gobierno de Estados Unidos que había observado con cautela los resultados de la política de sometimiento a la justicia, empezó a exigirle a Colombia más contundencia en las acciones contra los nuevos amos del narcotráfico y aunque el Bloque de Búsqueda logró apuntarse algunos éxitos con la captura de Jaime Orejuela e Iván Urdinola. Además, ahora se añadía un nuevo ingrediente a la ecuación: los cultivos ilícitos empezaron a expandir su frontera aceleradamente a finales del cuatrienio Gaviria. De placa giratoria del tráfico de cocaína, pasó a ser el primer productor del mundo, desbancando de su puesto a Perú y Bolivia. Con el impulso del Cartel de Cali y, sobre todo, con la participación cada vez mayor de las FARC-EP y los paramilitares en el negocio, el fenómeno se extendería rápidamente por gran parte del territorio, en las selvas del sur sobre todo pero también en otras áreas como el Catatumbo y Antioquia. Pese a la reducción de los aportes de los Estados Unidos a la lucha antinarcóticos, el gobierno multiplicó la erradicación de las zonas sembradas de coca y amapola, iniciando en 1992 las polémicas fumigaciones con glifosato, a la vez que desarrollaba programas de sustitución de cultivos.
Por otra parte, los paramilitares del Magdalena Medio, se vieron envueltas en una lucha con sus antiguos socios narcotraficantes a partir de 1990. Henry Pérez, su primer comandante había sido asesinado por un pistolero en julio de 1991, y Ariel Otero el sucesor suyo que se alineó con el Cartel de Cali, correría la misma suerte a principios de 1992. La fuerza sobreviviente se dividió y algunos de sus restos entraron al servicio de Escobar, mientras otras bandas como la encabezada por Ramón Isaza, se replegaron de la zona. Mientras tanto, en la parte sur de la región, cerca a Honda (Tolima), cobró protagonismo Jaime Eduardo Rueda Rocha, el asesino de Luis Carlos Galán, evadido de la cárcel hacía un año y ahora jefe de una partida de 150 criminales. Buscando posicionarse como líder máximo mató al alcalde de Puerto Boyacá en marzo de 1992. Pero su ascenso fue cortado por una patrulla del Grupo de Operaciones Especiales que lo abatió a él y a 6 miembros de su cuerpo de seguridad en Honda el 23 de abril del mismo año. Tras su muerte, la actividad de las autodefensas en la zona disminuyó considerablemente, ya que estas optaron por mimetizar sus actividades delincuenciales. Eliminado Escobar en diciembre de 1993, Ramón Isaza retomaría el control del estratégico territorio. Sin embargo, al final pese a los esfuerzos realizados en los primeros años de la década del noventa para lograr la desintegración de las estructuras más poderosas, los grupos paramilitares tuvieron un nuevo impulso a finales del cuatrienio Gaviria. Fue así como, con posterioridad a la muerte de Escobar, las Autodefensas Campesinas de Córdoba y Urabá (ACCU), bajo el mando de Fidel (asesinado o muerto en combate en enero de 1994) y Carlos Castaño protagonizaron una significativa expansión, esto con el apoyo de cientos de desmovilizados del EPL, masacrados metódicamente por las FARC-EP y la disidencia de Francisco Caraballo. Por último, y como efecto colateral de la paz fallida, los paramilitares se trabaron en feroces disputas territoriales con la guerrilla, lo que contribuyó al desplazamiento forzado de al menos 600.000 personas y a la multiplicación de las masacres, el senador, Manuel Cepeda Vargas, cayó víctima de sicarios en Bogotá en 1994. Al igual que los demás asesinatos a miembros de la UP, este crimen fue declarado en 2014 por la Fiscalía como delito de lesa humanidad.

### Gobierno de Samper (1994-1998)

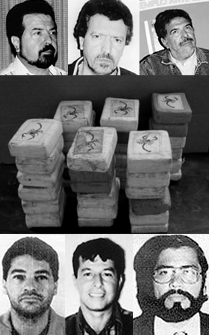
Cártel de Cali

El Cartel de Cali, en su época dorada posterior a la caída del Cartel de Medellín, fue señalado por las autoridades estadounidenses de ser el responsable del envío del 35% de la cocaína que llegaban a las calles de ese país, razón por la cual llegó a ser catalogado como la organización criminal más peligrosa de Colombia. Existió desde los años 1985 hasta 1995, cuando fueron capturados los hermanos Rodríguez Orejuela.
En 1995, los hermanos Rodríguez Orejuela, principales miembros y fundadores del cartel de Cali fueron capturados durante la presidencia de Ernesto Samper. Gilberto Rodríguez Orejuela, el mayor de los hermanos y conocido por el alias de El Ajedrecista por su particular forma de manejar los negocios y eludir a las autoridades fue extraditado a Estados Unidos el 3 de diciembre de 2004 junto con su hermano Miguel Rodríguez Orejuela, alias El Señor. Fueron condenados a treinta años de cárcel en Pensilvania, pero fue reducida luego de aceptar los cargos y colaborar con las autoridades estadounidenses. Según varios informes de la DEA, la organización ganaba en su momento más de diez billones de pesos colombianos (siete mil millones de dólares) anuales.
Varios miembros que conformaban la «cúpula principal del cartel» fueron abatidos con el transcurrir de los años. José Santacruz Londoño y Pacho Herrera fueron asesinados, mientras que Víctor Patiño Fómeque y Henry Loaiza fueron extraditados a Estados Unidos. Phanor Arizabaleta Arzayús, el último de los jefes del cartel se encuentra recluido en una cárcel de Colombia, donde paga una condena de veinte años. En 1998, finalizando el periodo presidencial de Ernesto Samper, es capturado el jefe del Cartel de la Costa, Alberto Orlandez Gamboa, alias El Caracol.
El control del negocio de la cocaína había quedado en manos del Cartel de Cali, dirigido por los hermanos Gilberto y Miguel Rodríguez Orejuela, José Santacruz Londoño y Helmer Pacho Herrera, fue el principal beneficiario de la guerra con Los Extraditables, a cuya sombra y con el pretexto de enfrentar al enemigo común habían logrado infiltrar numerosos organismos de seguridad del estado, e instituciones políticas. En el Norte del Valle, y ligados al grupo de Cali, los capos eran Iván Urdinola y Orlando Henao Montoya, alias ‘Don H’,junto a sus dos hermanos, Arcángel y Fernando, además de una red de narcos de mediano poder (Diego Montoya, Henry Loaiza, Víctor Patiño Fómeque), operaba desde los municipios de El Dovio, El Águila, Zarzal, Trujillo, Roldanillo, La Victoria, Cartago y Versalles. A partir de 1994, el gobierno de Estados Unidos, empezó a exigirle a Colombia más contundencia en las acciones contra los nuevos amos del narcotráfico, alarmado también porque los cultivos de coca y amapola empezaban a crecer exponencialmente en el sur del país. La presión ejercida por una réplica del llamado “Bloque de Búsqueda”, conformada por militares, policía, DAS y Fiscalía, y la acción de la política de entrega y negociación promulgada por la Fiscalía, lograron la captura y entrega de la cúpula del cartel de Cali a mediados de 1995. En junio de ese año fueron detenidos Gilberto Rodríguez Orejuela y Phanor Arizabaleta, en julio José Santacruz Londoño y en agosto Miguel Rodríguez Orejuela. En el transcurso de esos meses, también se entregaron Tulio Enrique Murcillo, Henry Loaiza y Víctor Patiño Fómeque.
En los meses siguientes a su captura, la cúpula del cartel, empezó a ver cómo se producía una paulatina pérdida de control sobre el negocio de la cocaína, mientras sus antiguos aliados del norte del Valle, se independizan y dejan de obedecerlos, con el pretexto de que habían revelado información confidencial a las autoridades colombianas y estadounidenses; de esa manera se fueron apoderando de las rutas, las zonas de siembra y los mercados de exportación. Esta ruptura, marcó la consolidación del Cartel del Norte del Valle, liderado por Iván Urdinola, y su cuñado Orlando Henao. El apoyo de ciertos elementos de la policía como del Coronel Danilo González, fue determinante en dicho proceso. Sin embargo, Helmer Herrera, no estaba dispuesto a ceder el control de sus negocios, que pretendía seguir controlando por medio de algunos familiares y lugartenientes. Las disputas empezaron en marzo de 1996, cuando cerca de Palmira fue baleado Wílber Varela, alias ‘Jabón’, jefe de sicarios de Orlando Henao. Dos meses después, el 24 de mayo, sicarios del norte del Valle, ingresaron a un restaurante de Cali y trataron de matar a William Rodríguez Abadía, hijo de uno de los Rodríguez Orejuela. Este sobrevivió al ataque pero 5 personas perdieron la vida.
A partir de entonces, la guerra entre los clanes de Helmer Herrera y Orlando Henao se recrudeció, multiplicándose los atentados, ataques de sicarios y maniobras jurídicas. El cartel del norte, tenía a su disposición un ejército personal bien adiestrado, que conformaban antiguos miembros de la Policía y numerosos sicarios del Valle, pero la presión de las autoridades y las incriminaciones ante organismos judiciales, forzaron que el “hombre del overol” se entregará en septiembre de 1997. No obstante, su rendición era solo cuestión de estrategia pues desde la prisión seguía al mando de la organización narcotraficante. La situación empeoró cuando, luego de una fuerte presión política del gobierno estadounidense, mediante acto legislativo del 1 de diciembre de 1997, el Congreso aprobó la extradición sin retroactividad ni aplicación a los delitos políticos. Este nuevo ingrediente, incentivó aún más la violencia entre las mafias de Cali y el Valle, la cual tuvo su punto cumbre, cuando en noviembre de 1998 fueron asesinados sucesivamente los capos Hélmer Pacho Herrera (por órdenes de ‘Jabón’) y Orlando Henao (en represalia por el anterior a manos de José Manuel Herrera ‘el inválido’).
Luego del asesinato de este último, el cartel del Norte del Valle se reorganizó alrededor de la figura de Wilber Alirio Varela, alias ‘Jabón’, un violento expolicía convertido en jefe de sicarios, que contaba con el apoyo de Lorena Henao Montoya, la hermana de Orlando y esposa de Iván Urdinola; si bien, había otras poderosas facciones como la de Diego León Montoya ‘Don Diego’ y Hernando Gómez Bustamante, alias ‘Rasguño’. Varela, aunque continuó la guerra con el clan Herrera en alianza con otros capos como ‘Cuchilla’, ‘Chupeta’ y Luis Ocampo Fómeque, alias ‘Tocayo’, vio consolidar su organización como la mayor agrupación narcotraficante del país, responsable de exportar un promedio anual de 300 toneladas de coca, alrededor del 50 o 60 % del total de la producción de entonces. Paradójicamente, la acción de las autoridades, con el desmantelamiento del Cartel de la Costa en junio de 1998, y de la Operación Milenio adelantada en octubre de 1999 (que permitió la captura de importantes capos de Medellín como Alejandro Bernal Madrigal, alias ‘Juvenal’ y Fabio Ochoa Vásquez), había eliminado indirectamente posibles competidores del cartel, que llegó a agrupar unos 6000 hombres entre sicarios, testaferros, contadores y colaboradores hacia finales de los noventa. Finalmente en 2001, el clan de Jabón le ganó la guerra a los ‘Pachos’. Varios de los hermanos Herrera murieron y otros debieron escapar de Colombia.

### Gobierno de Pastrana (1998-2002)
El jefe del Cartel de la Costa: Alberto Orlandez Gamboa, alias "Caracol", fue extraditado a Estados Unidos en el año  2000. Este cartel que funcionaba en Barranquilla y en la Región Caribe en el norte de Colombia, controlaba el comercio de droga con otras regiones del país y con países limítrofes además de la producción local. En este gobierno se dio la llamada "Zona de Despeje", teniendo como epicentro la población de San Vicente del Caguán para un proceso de paz con la guerrilla de las FARC, proceso que fracasó por la incursión directa de los insurgentes en el negocio del narcotráfico al utilizar la Zona de Despeje para la producción y tráfico de cocaína, siendo conocida la organización como una "narcoguerrilla". En respuesta, el gobierno colombiano implementó con Estados Unidos un acuerdo bilateral para atacar el narcotráfico y a quienes se beneficien de este, incluyendo a grupos insurgentes y paramilitares, conocido como Plan Colombia.
En agosto de 1999, durante su visita a Colombia, el secretario de Estado estadounidense Thomas Pickering le había sugerido al Gobierno Colombiano revaluar su “Política de Pacificación y su estrategia antinarcóticos”, para encauzar eficazmente la ayuda ofrecida por los Estados Unidos en unos objetivos concretos. Este entendimiento resultó en la redacción del Plan Colombia. A diferencia del original, que se centraba en la sustitución de cultivos ilícitos y en la atención a la población desplazada, el nuevo dúo preeminencia a la guerra contra las drogas y por ende a la asistencia de carácter militar, que en últimas se dirigiría a aplastar a las guerrillas.
El 11 de enero de 2000. Bill Clinton dio a conocer públicamente el nuevo Plan Colombia y el 5 de mayo durante el XXX Consejo de las Américas, expuso que la ayuda solicitada por Colombia era igualmente vital para la seguridad de Estados Unidos. El 13 de julio de 2000 firmó la Ley 106-246 que aprobaba el monto del paquete de ayuda destinado a la nación sudamericana: US$1.3 millones, con el 82% para el fortalecimiento de las fuerzas de seguridad del Estado en sus labores de erradicación de cultivos ilícitos principalmente en el Putumayo y Caquetá, 9% para el desarrollo alternativo, 3% para ayudar a los desplazados, 2% para la reforma judicial, 1% para la defensa de los derechos humanos y menos del 1% para la paz.
El 22 de agosto para liberar la ayuda financiera a Colombia de las restricciones impuestas en relación con el respeto de los Derechos Humanos, Clinton invoco, haciendo caso omiso de los informes que comprometían a las fuerzas armadas en la constante violación de aquellos, la sección cuarta del artículo 3201 que permite soslayar dicha norma si a consideración del Presidente la integridad Nacional de Estados Unidos así lo amerita. Ocho días después los dos mandatarios oficializaron el inicio del plan Colombia como parte de su compromiso bilateral contra el flagelo mundial del narcotráfico.

### Gobierno de Uribe (2002-2010)

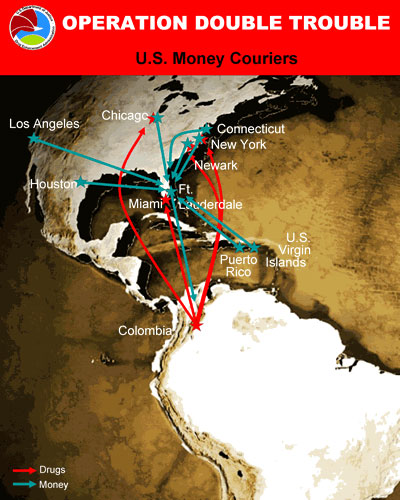
Mapa de la DEA que muestra el flujo de heroína y dinero entre Colombia y Estados Unidos en 2003.

Pese a las garantías brindadas por el Ejecutivo, muchos de los paramilitares no se entregaron, bajo el amparo y la ventaja económica y militar que ofrece el lucrativo negocio del narcotráfico y todas las actividades ilícitas conexas (extorsión, minería ilegal, contrabando, juegos de azar, etc.), en el marco de una narcotización y criminalización casi total, conformando lo que posteriormente serían conocidas como las Bandas Criminales o BACRIM. A pesar de haberse consolidado como la mayor organización narcotraficante del país, después de 2002 los conflictos internos del Cartel del Norte del Valle, provocan su ruptura y fraccionalización. En primer término, en febrero de 2002, Iván Urdinola Grajales fue envenenado en prisión, lo que eliminó una de las cabezas históricas de la organización. Segundo y más importante aún, varios de los capos que habían sido acusados en las cortes estadounidenses por la exportación de narcóticos, habían empezado a sondear la posibilidad de llegar a acuerdos con la justicia norteamericana buscando delatar a sus socios. Ambos factores abonaron el terreno para que surgieran disputas entre los capos sobrevivientes y sus clanes: Diego León Montoya, alias ‘Don Diego’ y Wilber Varela, alias ‘Jabón’, que dirigían las facciones más beligerantes; Luis Hernando Gómez Bustamante, alias ‘Rasguño’; Víctor Patiño Fómeque, alias ‘El Químico’ y Juan Carlos Ramírez Abadía, alias ‘Chupeta’; estos dos últimos en libertad tras cumplir una pena irrisoria de 4 años. Las tensiones llegaron a su punto de quiebre cuando uno de estos capos; Víctor Patiño Fómeque, fue detenido el 9 de abril de 2002. Su extradición en octubre del mismo año y posterior proceso de colaboración con la DEA, confirmó muchos de los temores existentes. Como represalia, Chupeta emprendió una cruenta campaña de exterminio contra los familiares y allegados de Patiño. El 16 y el 17 de octubre de 2002 se llevó a cabo la operación Orión, una incursión militar en la Comuna 13 de Medellín y dejó una estela de muertos, desaparecidos. En diciembre de 2002, uno de los aliados de Don Diego; Miguel Solano, a quien Jabón también acusaba de entregar información, fue asesinado por orden suya en Cartagena. Fue el principio de la guerra total y de la fractura del cartel. Ambas facciones armaron rápidamente sus ejércitos privados que movilizaron más de 1200 pistoleros: Los Rastrojos de Jabón, al comando de los hermanos Comba (Javier Antonio y Luis Enrique Calle Serna), y Los Machos de ‘Don Diego’, dirigidos por alias ‘Capachivo’. Los ataques de sicarios se centraron inicialmente en las poblaciones del Norte del Valle y Cali, pero se multiplicaron después del 13 de octubre de 2003, cuando los hombres de Varela mataron a 7 miembros del clan de ‘Don Diego’ en la discoteca Grill Cañandonga. A partir de entonces, la guerra se recrudeció y se extendió hasta el Eje Cafetero, Antioquia y Bogotá con matanzas, desmembramientos y enfrentamientos por el dominio de las zonas rurales. Solamente entre 2003 y 2004, el conflicto cobró un estimado de 1000 vidas entre miembros de los grupos, personas cercanas a los capos y civiles inocentes. El 25 de marzo de 2004, pistoleros mataron al coronel retirado Danilo González. El 3 de octubre de 2004, un comando armado llegó a la Finca La Cascada, en Candelaria (Valle del Cauca) y masacró a 10 personas. Al mismo tiempo, los grupos de gatilleros pasaron a operar como verdaderos ejércitos, sobre todo por el control del Cañón de las Garrapatas en límites con el Chocó y que era uno de los corredores de narcotráfico más importantes de la Región Pacífica; allí, un violento combate enfrentó a más de 200 pistoleros de Los Machos y Los Rastrojos el 26 de diciembre de 2004, con un saldo de una decena de muertos. Los Rastrojos de alias ‘Jabón’, formaron una alianza con las Autodefensas Unidas de Colombia (AUC); inclusive, intentaron participar en su proceso de desmovilización, cambiando su nombre por el de Rondas Campesinas Populares (RCP), para investirse con ropajes políticos y tomar ventaja de los beneficios estatales ofrecidos. Por su lado alias ‘Don Diego’, quien fuera el patrocinador de los grupos paramilitares que cometieron la Masacre de Trujillo en los noventa, optó por infiltrar y sobornar a ciertos mandos del Ejército para permanecer seguro en su territorio. En mayo de 2006, por órdenes del Coronel Byron Carvajal, tropas de la Tercera Brigada masacraron a un comando de 10 policías que realizaba una operación contra uno de sus lugartenientes. La escalada de violencia obligó que las autoridades incrementaran la persecución contra los dos capos a partir de 2004. Varela se refugió en Venezuela hasta su muerte a manos de los hermanos Comba y Diego Rastrojo en 2008, mientras Montoya prefirió quedarse en el Norte del Valle hasta su captura en 2007 a manos del Ejército y el CTI en Zarzal. Estas dos acciones, sumado a las capturas de alias ‘Chupeta’ y ‘Rasguño’ en 2007, contribuyó al desmantelamiento de uno de los cárteles más poderosos en la historia del país. En agosto de 2006, una vez entregaron sus armas los últimos frentes paramilitares, el gobierno Uribe ordenó que los jefes de las AUC fueran concentrados en el centro de reclusión de La Ceja (Antioquia). Vicente Castaño, alias ‘El Profe’, uno de los jefes más radicales de la organización, abandonó el proceso de paz, pues sostenía que las Autodefensas se desmovilizaron en medio de una negociación política; por consiguiente, no debían terminar en un simple proceso de sometimiento a la justicia. En consecuencia, decidió volver a la clandestinidad y ordenó a todos los mandos medios que aún estaban libres, regresar a las armas. Nació lo que se denominó inicialmente como “Águilas Negras”, una federación de organizaciones neoparamilitares con poder regional. Ello provocó de inmediato el choque con los jefes desmovilizados pues, desconociendo el control que dichos cabecillas ejercían por medio de terceros en sus antiguos territorios, Castaño “entregó” estas plazas a los nuevos mandos: los Llanos Orientales a Ever Veloza, alias ‘HH’; el Urabá a Don Mario y Los Hermanos Úsuga David (Juan de Dios y Dairo Antonio); la Sierra Nevada a los Mellizos Mejía Múnera (Miguel Ángel y Víctor Manuel), entre otros.
Las disputas armadas empezaron en la Orinoquia, donde Pedro Oliviero Guerrero Castillo, alias ‘Cuchillo’, organizó por cuenta propia, y en alianza con miembros del antiguo Bloque Centauros de las AUC, el Ejército Revolucionario Popular Antisubversivo de Colombia (ERPAC). ‘HH’ fue expulsado de esa zona a finales de 2006. Sin embargo, la mayor conflagración llegó cuando ‘Don Berna’ y Carlos Mario Echeverry, alias ‘Rogelio’, quienes dirigían la Oficina de Envigado, se sintieron amenazados por Vicente Castaño. La pugna se resolvió de manera rápida, cuando en marzo de 2007, Castaño fue asesinado en el Bajo Cauca antioqueño (según versiones de exparamilitares, ya que su cuerpo nunca fue encontrado). Su proyecto de reconstruir un ejército paramilitar a nivel nacional se truncó y las bandas que le obedecían se atomizaron.
El 3 de abril de 2007, Ever Veloza, alias ‘HH’, uno de sus principales lugartenientes -que lo había traicionado- fue capturado en Bolombolo, Antioquia. De otro lado, los indicios de que algunos jefes paras como ‘Macaco’, ‘Don Berna’ y ‘Jorge 40’ seguían delinquiendo desde La Ceja, forzó su traslado intempestivo a la cárcel de Itagüí en diciembre de 2006. Estos dos factores aumentaron la proliferación anárquica de bandas. Ya para mediados de 2007, el gobierno reconocía la existencia de 33 bandas emergentes o BACRIM: (Los Urabeños también llamados Bloque Héroes de Castaño, Nueva Generación, el Ejército Revolucionario Popular Antisubversivo de Colombia, las Águilas Negras, la Oficina de Envigado, Renacer, Los Traquetos, Los Macacos, etc.). Estas agrupaciones operaban a lo largo de todo el territorio colombiano, alcanzando 28 departamentos y 179 municipios. A ellas se sumaban los grupos narcotraficantes que, colados en el proceso de paz o como restos del atomizado Cartel del Norte del Valle, ocuparon los espacios de las AUC en el Pacífico o se aliaron con nuevos capos. Era el caso de Diego León Montoya ‘Don Diego’, Juan Carlos Ramírez Abadía ‘Chupeta’ o Wílber Varela ‘Jabón’, quienes a través de sus estructuras armadas, conocidas como “Los Machos” o “Los Rastrojos”, dominaban el Valle del Cauca y la Costa Pacífica.
En vista del confuso panorama, el gobierno dio la orden de combatir a las Bandas Emergentes, que amenazaban los resultados del proceso de paz con las AUC. Bajo el comando del General de la Policía, Óscar Naranjo, se reunió a un grupo de 100 oficiales de inteligencia y uniformados especializados en lucha contra el narcotráfico, para enfrentarlos. Los primeros neutralizados fueron los jefes desmovilizados. Por orden presidencial, el 25 de agosto de 2007 ‘Macaco’ y ‘Don Berna’ fueron remitidos a la cárcel de Cómbita (Boyacá); la banda que dirigía el primero fue desarticulada por la policía con la detención de Mario Garzón, alias ‘Mario Bross’, quien coordinaba las acciones desde fuera de la cárcel. También fue golpeada la organización Nueva Generación que operaba en Nariño y la región del Patía, con la detención simultánea en octubre de 2007 de Hugo González ‘El Nomo’, José Yela ‘el Político’ y John Roima García, alias ‘El Niño’. Paralelamente, el Ejército logró la captura de Diego León Montoya en Zarzal (Valle) el 10 de septiembre de 2007, mientras Juan Carlos Ramírez Abadía, Chupeta, era detenido en Brasil; esto significó la desarticulación de Los Machos, cediendo sus espacios a los Rastrojos. La ofensiva se centró luego sobre la Bacrim de Los Nevados que, al mando de los mellizos Víctor Manuel y Miguel Ángel Mejía Múnera, trataba de monopolizar La Sierra Nevada y el Bajo Cauca antioqueño con hombres del Bloque Vencedores de Arauca y antiguos combatientes de Jorge 40 y Hernán Giraldo. El 29 de abril de 2008, Víctor Mejía Múnera es dado de baja por un comando de la Policía Nacional en Tarazá y el 2 de mayo su hermano Miguel fue detenido en Honda (Tolima).
Por último, y con el argumento de que los “jefes paras” seguían delinquiendo desde la cárcel, incumpliendo los compromisos adquiridos en la Ley de Justicia y Paz, se ordenó su extradición a Estados Unidos. La extradición de paramilitares, comenzó el 7 de mayo de 2008 con la entrega a las autoridades norteamericanas de Carlos Mario Jiménez, alias ‘Macaco, quien fuera comandante del Bloque Central Bolívar. Fue cuestión de días para que los otros sufrieran la misma suerte. El 13 de mayo, fueron puestos en manos de la DEA Diego Fernando Murillo Bejarano, alias ‘Don Berna’; Rodrigo Tovar Pupo, alias ‘Jorge 40’; Salvatore Mancuso; Francisco Javier Zuluaga, alias ‘Gordo Lindo’; Guillermo Pérez Alzate, alias ‘Pablo Sevillano’; Ramiro Vanoy, alias ‘Cuco Vanoy’; Juan Carlos Sierra, alias ‘El Tuso’; Manuel Enrique Torregrosa; Diego Alberto Ruiz Arroyave; Martín Peñaranda, alias ‘El Burro’; Edwin Mauricio Gómez Lara; Hernán Giraldo Serna, alias ‘El Patrón’; Nondier Giraldo Giraldo y Eduardo Enrique Vengoechea.
Así fue como por acción de las autoridades, producto de las luchas intestinas o absorbidas por grupos más grandes, 18 bandas emergentes desaparecieron entre 2006 y 2008. Pero contrario a lo esperado, se produjo la consolidación de los grupos más organizados: Los Urabeños, Los Rastrojos, el ERPAC, y la Oficina de Envigado.Los Rastrojos, brazo armado de Wilber Varela, capo del Cartel del Norte del Valle, se consolidaron en el control de la Costa Pacífica con la desarticulación de sus competidores cercanos: Los Machos y la banda Nueva Generación. Sin embargo, Varela fue asesinado por sus propios lugartenientes en enero de 2008 y el mando de la organización sería asumido por los Hermanos Comba (Javier Antonio y Luis Enrique Calle Serna) y Diego Rastrojo, quienes siguieron empleando a los países vecinos como retaguardia para sus actividades delictivas. A su vez, por medio de alianzas tácitas con el ELN o de la confrontación abierta con las FARC, quisieron extender su dominio territorial sobre todo el litoral caucano y nariñense; no más la guerra por Timbiquí, Guapi y Bocas de Satinga dejó casi 400 muertos y más de 15.000 desplazados entre 2010 y 2011. También trataron de avanzar hacia otras zonas lejos del Pacífico, pero chocaron con los Gaitanistas o Urabeños.Precisamente en el norte una vez muerto Vicente Castaño, Daniel Rendón Herrera, alias ‘Don Mario’, y los hermanos Úsuga David, reunieron a los comandantes que estaban bajo su mando y los que entonces lideraban a las Águilas Negras (‘Gavilán’ y el ‘Negro Sarley’), conformando un nuevo grupo armado llamado en principio Bloque Héroes de Castaño, pero que en enero de 2008 pasó a ser parte de las Autodefensas Gaitanistas de Colombia (ACG), absorbidas posteriormente por Los Urabeños. Los jefes paramilitares habrían llegado al acuerdo de mantener el control de Urabá e iniciar una confrontación armada contra la Oficina de Envigado y Los Paisas, que amenazaban su predominio. La guerra de 3 años se saldó con la muerte de más de 3000 personas, pero a largo plazo los Urabeños se consolidaron como el grupo más poderoso, por su posición estratégica en el Golfo de Urabá y su pie de fuerza. Pronto implementaron una especie de servicio militar en la zona y ejecutaron un primer paro armado el 15 de octubre de 2008, durante el cual se presentaron “en sociedad” como ‘Autodefensas Gaitanistas de Colombia’. A finales de 2008 incursionaron en el Urabá Chocoano, alcanzando la frontera con Panamá.
El 15 de abril de 2009 Don Mario fue capturado por la Policía. No obstante, el mando de la organización casi intacta pasó a Juan de Dios Úsuga, alias ‘Giovanny’, y su hermano Dairo Antonio Úsuga, alias ‘Otoniel’, quienes consolidaron el dominio sobre Córdoba y el Bajo Cauca antioqueño entre 2010 y 2011, eliminando todas las bandas enemigas, esencialmente a Los Paisas y Los Rastrojos. Estos últimos trataron de absorber a Los Paisas tras su separación de la Oficina de Envigado, para así extender sus dominios desde el Pacífico hasta el Caribe, pero fueron incapaces de obtener un resultado decisivo y fueron expulsados de la zona, con saldo de más de 600 muertos en esa pugna. Este avance de Los Urabeños se debió en buena medida a la debacle de la poderosa ‘Oficina de Envigado’, que comenzó con la extradición hacia Estados Unidos de Diego Fernando Murillo Bejarano, alias ‘Don Berna’, en mayo de 2008. Aunque sus lugartenientes comenzaron a ascender en la estructura de mando, pronto aparecieron las divisiones en el interior de la organización a raíz del sometimiento a la justicia norteamericana de Carlos Mario Rogelio Aguilar, alias ‘Rogelio’, y de Mauricio Cardona López, alias ‘Yiyo’. Los Paisas, separados de la organización, fueron absorbidos en parte por Los Rastrojos y Los Urabeños, pero a la larga sus territorios en Córdoba y el Bajo Cauca pasaron a la última organización, aunque manteniendo dominio en algunos de esos territorios. En Medellín, plaza principal de la Oficina de Envigado, la guerra se desató entre dos combos rivales: uno dirigido por Maximiliano Bonilla, alias ‘Valenciano’ y otro por Erick Vargas, alias ‘Sebastián’, un conflicto que provocó la muerte de alrededor de 6000 personas entre 2008 y 2012. Mientras tanto, en la Orinoquia se consolidó el Ejército Revolucionario Popular Antisubversivo de Colombia (ERPAC) al mando de alias ‘Cuchillo’ quien, aliado con Daniel Barrera Barrera, alias ‘El Loco Barrera’, copó numerosas zonas controladas por el antiguo Bloque Centauros en Meta y Vichada, agrupando a alrededor de 800 hombres hacia 2010. Eliminando primero a la banda de Hever Veloza, alias ‘HH’, y luego a Los Macacos, dirigidos desde la prisión por Carlos Mario Jiménez, alias ‘Macaco’. La guerra con este grupo se decidió en la batalla de Puerto Gaitán (Meta), entre el 10 y el 14 de agosto de 2007, un combate que dejó 250 muertos en ambos bandos. Los sobrevivientes, cerca de 200, se rindieron a mediados de septiembre al Ejército Nacional.

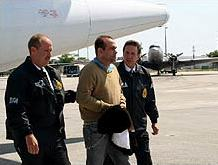
Salvatore Mancuso extraditado a Estados Unidos en 2008.

En 2006 se produjo la captura de Salvatore Mancuso, comandante y narcotraficante de las Autodefensas Unidas de Colombia, apodado con los alias de Santander Lozada o Triple Cero. Mancuso se desmovilizó del grupo paramilitar en 2005 y fue extraditado a los Estados Unidos en 2008. El 24 de septiembre de 2002, el gobierno estadounidense emitió un comunicado donde manifestaba que los líderes de las AUC eran responsables del envío de varios cargamentos de drogas que tenían como destino los Estados Unidos y Europa: «el Departamento de Justicia está haciendo cargos en contra de los líderes de las Autodefensas Unidas de Colombia por traficar más de diecisiete toneladas de cocaína hacia los Estados Unidos y Europa desde 1997. En el informe de incriminación, cinco cargos de narcotráfico fueron establecidos en contra del líder de las AUC Carlos Castaño y otros dos miembros del comando paramilitar, Salvatore Mancuso y Juan Carlos Sierra Ramírez». También estuvo relacionado con el empresario italiano Giorgio Sale por el lavado de activos y narcotráfico. Gran parte del dinero fue destinado al grupo paramilitar, mientras que otra parte era utilizada para realizar varias inversiones en inmobiliarias colombianas e italianas.
El Cartel del Norte del Valle, aunque se convirtió en la organización criminal más poderosa del país, sufrió grandes golpes tanto por acción de la Fuerza Pública como por guerras internas, que terminaron por disminuir su capacidad económica y militar que llegó a su final en 2008, cuando uno de sus jefes; Wílber Varela, alias Jabón, fuera asesinado el 28 de enero y sus otros dos líderes: Juan Carlos Ramírez Abadía, alias Chupeta, y Diego León Montoya, alias Don Diego, fueran capturados un año antes, quedando desmantelada esta organización.

### Gobierno de Santos  (2010-2018)
Durante el gobierno de Juan Manuel Santos, hasta fines de 2016, se realizaron más de 22.800 capturas a miembros de Bandas Criminales o BACRIM, surgidas por la negativa de un grupo numeroso de paramilitares a la desmovilización en el gobierno de Uribe; además, se han incautado 10.300 armas y un millón y medio de municiones (cifras de un ejército). Se ha obtenido también la incautación de más de 1000 toneladas de cocaína a estos grupos criminales, además del desmantelamiento de las bandas criminales Los Paisas, Los Rastrojos y Los Puntilleros (fusión de los bloques Meta y Libertadores del Vichada, grupos disidentes del ERPAC sometido a la justicia en 2011, luego de morir en combates con la policía alias Cuchillo, líder de la organización), así como el debilitamiento de la Oficina de Envigado.
Entre las detenciones más importantes se encuentra la de Daniel Barrera Barrera, alias El Loco Barrera, considerado el último gran capo de la droga que existía en Colombia, quien fuera capturado en San Cristóbal (Venezuela) en 2012, con ayuda de las autoridades venezolanas y la inteligencia estadounidense y británica. No es la primera vez que un delincuente colombiano cae con ayuda de las autoridades venezolanas; también cayeron en ese país Diego Pérez Henao, alias Diego Rastrojo, líder de la banda criminal Los Rastrojos en 2012 y Maximiliano Bonilla, alias Valenciano, líder de la Oficina de Envigado, capturado en 2011, el cual sostenía una guerra en Medellín por el control de esta agrupación criminal con Erick Vargas, alias Sebastián, capturado en Girardota en el año 2012. La fuerte presión ejercida por el gobierno colombiano a través de las Fuerza Pública ha obligado a la entrega, en este caso a las autoridades estadounidenses en Panamá, de importantes capos de la droga como los hermanos Javier Antonio y Luis Enrique Calle Serna, alias Hermanos Comba, en 2012. Otros jefes importantes de bandas criminales que han caído por acción de las autoridades son: Darío Andrés León Humane, alias Jhonatan, jefe del Bloque Meta, capturado en noviembre de 2015; Martín Farfán Díaz, alias Pijarbey, jefe del Bloque Libertadores del Vichada, abatido en octubre de 2015 y Juan Carlos Mesa Vallejo, alias Tom, el último gran jefe de la Oficina de Envigado, capturado en diciembre de 2017. Entre las ofensivas más importantes y aún en curso se encuentra la Operación Agamenón (la cual entró en su segunda fase en mayo de 2017 al reforzarse con tropas del ejército colombiano), iniciada por la policía en marzo de 2015 y cuyo objetivo principal es la captura o muerte del cabecilla del Clan Úsuga o Clan del Golfo como se le conoce ahora en el gobierno (anteriormente conocidos como Los Urabeños); Dairo Antonio Úsuga David, alias Otoniel, así como a los miembros de su Estado Mayor.  El hermano de Otoniel; Juan de Dios Úsuga David, alias Giovanny, el otro cabecilla de esta organización, fue abatido por la Policía en enero de 2012, mientras celebraba el año nuevo en zona rural de Acandí (Chocó), en el marco de la Operación Colombia 25. Estos operativos originaron Planes Pistola (asesinatos selectivos) contra la Policía y paros armados en Urabá por semanas.
A partir de mayo de 2016, gracias a la Directiva 015 del Ministerio de Defensa Nacional, las Bandas Criminales o BACRIM pasan a ser conocidas como Grupos Armados Organizados (GAO), otorgando facultades a la Fuerzas Militares de combatirlas como si fueran grupos guerrilleros, incluyendo bombardear los campamentos de estas organizaciones criminales.
La guerrilla de las FARC inició a comienzos de la década de 1980 los primeros movimientos en relación con el cultivo y tráfico de drogas, aunque hasta 1998, cuando inició la Zona de Despeje para los fallidos diálogos de paz, empezaron a traficar de forma directa con drogas ilícitas. La inclusión de la guerrilla en el narcotráfico supuso otro problema, no solo por haberse consolidado como una organización narcoguerrillera, sino también por el hecho de haber implementado las denominadas «vacunas» o impuesto revolucionario. Según varios informes de seguridad, el grupo armado ha llegado a cobrar $ 40 000 dólares mensuales por el funcionamiento de los laboratorios y cerca de $ 20 dólares por cada kilogramo distribuido, sea por vía terrestre o fluvial. Se espera que con su desmovilización, pactada con el gobierno en 2016 en el marco de los diálogos de paz que se efectuaron en la La Habana (Cuba), sus actividades con el narcotráfico queden desactivadas o disminuidas, tomando en cuenta que una parte del Frente 1, por medio de un comunicado, manifiesta que no hará parte del proceso de paz con el gobierno de Juan Manuel Santos y se declara en disidencia. Según una investigación hecha por la ONG Fundación Paz y Reconciliación, en 2017 existen aproximadamente 400 combatientes en las llamadas "disidencias de las FARC-EP", distribuidos en 8 departamentos del territorio nacional y entre los líderes principales están antiguos mandos medios del grupo insurgente como los alias: Ivan Mordisco, Calarcá, Rodrigo Cadete (abatido en febrero de 2019), Gentil Duarte, Julián Chollo, Giovanny Chuspas y John 40, refugiados en la Amazonia colombiana, brasileña y en la frontera con Venezuela, buscando recuperar los negocios ilícitos (sobre todo los relacionados con narcotráfico) dejados por las FARC tras su desmovilización. Las disidencias no actúan bajo un mando unificado, son independientes en sus acciones y, en el caso de las presentes en los departamentos de Nariño y Cauca, se están enfrentando entre sí por control territorial y de narcotráfico; una de las más feroces de la zona es la disidencia comandada por alias Guacho, quien inclusive es buscado por autoridades ecuatorianas por crímenes cometidos contra ciudadanos y miembros de las fuerzas armadas de este país. De los 400 integrantes, 310 fueron miembros de las FARC que desertaron por las dificultades atravesadas en la implementación de los acuerdos de paz en el orden técnico, jurídico y legal, además del asesinato de exguerrilleros y atentados contra sus familiares, obligándolos a tomar acciones similares al respecto. El gobierno manifiesta que estas disidencias serán consideradas como "crimen residual" y combatidas igual que una BACRIM o GAO. Un nuevo estudio hecho por la ONG en marzo de 2018 da cuenta que la cantidad de disidentes ha aumentado a 800 y que seguirá creciendo, pero datos de las Fuerzas Militares las inflan diciendo que son 1.200 miembros aproximadamente. Sin embargo, el Ministerio de Defensa reporta, a mayo de 2018, la neutralización, entre capturas y muertes, de más de 300 hombres de disidencias y 80 entregas de manera voluntaria, en el marco de la Operación Hércules contra las disidencias en Cauca y Nariño. Para combatir y desmantelar las disidencias del Meta, Vichada, Putumayo, Guainía, Caquetá y Vaupés se viene desarrollando la Operación Zeus dejando como resultado, hasta julio de 2018, la captura y/o muerte de más de 500 integrantes de estas GAO´s que buscan refundar la otrora guerrilla de las FARC.
En cuanto a la guerrilla del ELN, esta ha negado por décadas que se financie con actividades relacionadas al narcotráfico, pero según información dada a conocer por el gobierno en 2014, existen documentos y correos electrónicos que vinculan a este grupo guerrillero con la antigua banda criminal de Los Rastrojos, donde estos últimos les proponían al ELN financiar cargamentos de droga por el Occidente del país (concretamente en los departamentos del Valle del Cauca, Cauca y Nariño, donde esta activo el Frente Suroccidental). En la región del Catatumbo se han destruido en el 2016 por parte del Ejército laboratorios para el procesamiento del cocaína que, se presumen son propiedad del ELN, quienes la fabricaban y la entregaban al EPL, otro grupo insurgente (visto como una Banda Criminal o BACRIM desde el gobierno de Álvaro Uribe y llamados en el gobierno de Juan Manuel Santos como Los Pelusos) que controla toda la actividad del narcotráfico en esta zona, desde la compra de la hoja de coca a los campesinos hasta el procesamiento y la distribución de la cocaína, incluyendo el control y vigilancia de las rutas por la frontera con Venezuela, en alianza con cárteles mexicanos. Esta alianza por los beneficios de la actividad ilícita entre las dos guerrillas llegó a su fin el 20 de marzo de 2018, cuando en un comunicado el EPL le declaró la guerra al Frente Nororiental del ELN, confrontación que deja varios muertos entre combatientes afectando además las actividades cotidianas de los habitantes del Catatumbo. Aunque la cocaína es, de lejos, el alcaloide mayormente producido ilegalmente en el país existen también, según datos de inteligencia colombiana, entre los departamentos de Cauca y Nariño, más de 450 hectáreas cultivadas de amapola o adormidera para producir de manera ilegal heroína que tiene como destino el mercado estadounidense; negocio que apàrentemente está a cargo del ELN, donde tiene establecido un frente de guerra en la región. Se espera que con los diálogos de paz iniciados en 2017 entre el gobierno y el ELN, si llegan a buen término, concluya la supuesta actividad narcotraficante de esta guerrilla.

### Gobierno de Duque  (2018-2022)
El presidente Iván Duque Márquez, aseguró en 2018 que espera en sus 4 años de gobierno reducir entre 140.000 y 150.000 las hectáreas sembradas de cultivos ilícitos que, según el gobierno de Estados Unidos, se han multiplicado en los últimos 6 años pasando de 50.000 hectáreas a 200.000 (cifras oficiales afirman que hay más de 300.000 hectáreas de cultivos ilícitos). Entre las estrategias planteadas para reducir los cultivos esta la de regresar al uso del glifosato mediante aspersión, cumpliendo con los lineamientos dados por la Corte Constitucional para avalar el uso del herbicida; entre ellas, el no usarlo de manera aérea por razones de salud. Propone una guerra sin tregua contra los Grupos Armados Organizados (GAO), residuales o no, y contra las bandas del microtráfico en los municipios del país. En cuanto al proceso de paz con la guerrilla del ELN, manifiesta que este no debe continuar si la guerrilla sigue cometiendo actos terroristas en el transcurso de los diálogos, incluyendo el presunto tráfico de drogas en la frontera con Venezuela, país donde el Comando Central (COCE) del ELN estaría refugiado con apoyo del gobierno venezolano, según el presidente Duque. También propone eliminar el narcotráfico y el secuestro como delitos conexos al delito político en el conflicto armado, lo que podría hacerle perder el estatus al ELN de grupo ilegal con carácter político para convertirse en un grupo delincuencial tipo GAO.
El 21 de diciembre de 2018, con la caída de  alias Guacho, jefe del GAOR Frente Oliver Sinisterra, en zona rural de Tumaco (Nariño), en un operativo de la Fiscalía y la Fuerza Pública denominado Operación David, parte de la Operación Hércules contra los grupos ilegales de esta zona del país, se comprobó la presencia de carteles mexicanos en el país. Guacho era el enlace con el Cártel de Sinaloa de México y su grupo era el brazo armado de este cartel en Colombia. Agregado a esto, los arrestos de ciudadanos mexicanos en el país confirman la sospecha de las autoridades colombianas que los dos poderosos cárteles de la droga de México (Sinaloa y Jalisco Nueva Generación) están haciendo presencia, desde 2017, en Colombia para intentar apoderarse ellos mismos del negocio ilícito del narcotráfico en toda su cadena de producción.
La lucha contra los Grupos Armados Organizados (GAO) y Grupos Delincuenciales Organizados (GDO) han provocado bajas, capturas y deserciones en estos grupos ilegales que dependen de actividades ilícitas como el narcotráfico, la extorsión y la minería ilegal, las cuales se han visto afectadas con el aumento del pie de fuerza en las zonas donde los GAO´s y GDO´s hacen presencia como la región del Bajo Cauca en Antioquia, donde existe desde comienzos de 2018 una guerra entre el Clan del Golfo y su grupo disidente "Los Caparrapos", estos últimos, desaparecidos en 2021. Esta situación, sumada a la presencia del ELN y disidencias de las FARC al mando de alias Cabuyo,han provocado la muerte de civiles y el desplazamiento forzado a los cascos urbanos de Caucasia y Tarazá, entre otros municipios del Bajo Cauca. Para combatir esto grupos y pacificar la región, el presidente Iván Duque autorizó constituir a finales de 2018 la Operación Aquiles, conformada por unidades especiales del Ejército que trabajan en conjunto con las Fuerzas Militares y de Policía acantonadas en el Bajo Cauca. Duque también reforzó operaciones militares que, desde el gobierno anterior, combate GAO´s como la Operación Agamenón, que busca desmantelar al Clan del Golfo y capturar o dar de baja a su líder, Dairo Úsuga, alias Otoniel, escondido en el Urabá junto a su debilitado Estado Mayor; también está la Operación Esparta, que busca desmantelar al GAO "Los Pelusos", asentados en el Catatumbo y afectados por la guerra que sostienen con el ELN en la región, a quienes también está dirigido el operativo; guerra que a febrero de 2019 deja más de 100 muertos entre asesinados y desaparecidos.
El 28 de enero de 2019, fue capturado en Pueblo Bello (Cesar) Reinaldo Peñaranda, alias Pepe, uno de los dos máximos líderes del grupo criminal Los Pelusos, disidencias del Ejército Popular de Liberación (EPL) en el Cesar, donde estaba planeando enviar droga a Estados Unidos y Centroamérica ya que, presuntamente, tendría nexos con carteles de Honduras y Guatemala. El otro máximo líder de Los Pelusos, Luis Antonio Quiceno, alias Pacora fue abatido por un francotirador del Ejército el 26 de septiembre de 2019 en zona rural de Sardinata, Norte de Santander. El 17 de junio de 2019 fue abatido en la Sierra Nevada por unidades conjuntas del Ejército y la Policía Jesús María Aguirre, alias Chucho Mercancía, líder del GDO Clan Pachencha, organización criminal con aproximadamente 500 hombres y operaciones en Santa Marta, responsables del 80% de las actividades ilícitas en la Región Caribe colombiana. También el GDO La Constru en Putumayo ha sido afectado con las acciones de la Fuerza Pública al ser abatido el 3 de septiembre de 2018 en zona rural de Puerto Caicedo el máximo líder de esta organización criminal Marco Aurelio Neira, alias Gallero.
A finales de 2019, los carteles más poderosos de México (Sinaloa y Jalisco Nueva Generación) han llevado su guerra a Colombia, según denuncias del presidente Duque, enfrentándose de manera directa e indirecta a través de los Grupos Armados Organizados, por el control de toda la cadena de producción de cocaína colombiana desde el cultivo de la hoja de coca, comprando hectáreas con sembradíos e instalando laboratorios donde procesan el alcaloide en el país andino para luego llevar a México, además de la que le compran a estos grupos ilegales que tienen sus propios laboratorios, los cuales han sido afectados y reducidos drásticamente por las capturas y/o muertes de sus líderes o cabecillas por parte de las autoridades colombianas. También el presidente colombiano ha denunciado el uso de francotiradores por parte de los cárteles mexicanos para proteger los cultivos de coca y evitar la erradicación manual de estos cultivos ilícitos por parte del gobierno colombiano.
Finalizando 2020, en plena crisis económica y sanitaria en Colombia y en el mundo por cuenta de la pandemia de COVID-19, el presidente Duque manifiesta haber erradicado del país 130.000 hectáreas de hoja de coca y confiscando también más de 456 toneladas de cocaína; sin embargo, fuentes cercanas al gobierno y al programa de erradicación de cultivos ilícitos indican que la cifras están siendo infladas para demostrar resultados positivos en la lucha contra el narcotráfico, y que esta situación no es de ahora sino que viene sucediendo desde hace al menos 10 años, poniendo en tela de juicio los resultados dados a conocer por la presidencia finalizando el año.
En mayo de 2022, agentes de policía torturaron hasta la muerte al narcotraficante Matamba, alegando que había muerto durante un enfrentamiento. Según la Corte Constitucional, Matamba tenía información sobre altos cargos policiales y militares vinculados al narcotráfico.

## Rutas de transporte
A pesar de los éxitos del Plan Colombia, el cultivo, la producción, y el tráfico de drogas continuaron en Colombia, incluso en mayores niveles (Crandall, 2002b, 193; Crandall, 2012a, 159). Por su parte, una de las consecuencias del Plan Colombia es que el cultivo de coca ha regresado a Perú y Bolivia, y las rutas han cambiado a otros países como México. En suma, los países de América Latina han visto un ballon effect. El ballon effect se da cuando un gobierno decide combatir la producción y tráfico de drogas en un país o región; lo que da como resultado que el cultivo, la producción y el tráfico de las drogas cambien a otro país o región contigua (Carpenter, 2003, 84). Este fenómeno se presenta porque estas actividades son ilegales y los actores tienen que cambiar las rutas para sobrevivir. En este sentido, se puede señalar que países como México son una víctima de la guerra contra las drogas en Colombia. 

## Microtráfico o narcomenudeo
Denominación del mercado local de estupefacientes en barrios populares y periféricos en las ciudades colombianas (denominadas como ollas como El Bronx, El Cartucho y El Samber en Bogotá), es decir el consumo interno de estas drogas en Colombia, donde es común el uso de menores de edad en su porte, fabricación y venta.

## Regulación como alternativa a la guerra contra las drogas
Fernando Henrique Cardoso expresidente de Brasil, César Gaviria expresidente de Colombia y Ernesto Zedillo, expresidente de México, han propuesto la "regulación de las drogas" como un camino para reducir los problemas sociales provenientes del narcotráfico, aclarando que no se trata de legalizar las drogas sino de regular su producción, distribución y consumo.

## Narcotráfico colombiano en la cultura
La influencia del narcotráfico no ha sido ajena a la cultura del país, se han producido gran cantidad de obras literarias, pinturas, reportajes, producciones televisivas, cinematográficas y musicales entre otras.
Películas sobre el narcotráfico en Colombia: Apocalipsur, Blow, Sumas y restas.
Series de televisión o web sobre el narcotráfico en Colombia:El cartel, Escobar, el patrón del mal, Narcos, Sin senos no hay paraíso, Tres Caínes, Alias el Mexicano.